# سالم الدكالي
الباشا سالم الدكالي، من كبار قواد جيش عبيد البخاري ومن رؤساء محلة مشرع الرمل، التي كانت مركز البخاريين. وصفه الضعيف الرباطي ب«الجبار العنيد» حيث كان له دور رئيسي في الأحداث السياسية والعسكرية بعد وفاة المولى إسماعيل، فبعد أن بايع البخاريين المولى أحمد الذهبي بن إسماعيل سرعان ما ثار أهل فاس على السلطان سنة 1140 هـ ونقضوا بيعته، وتبعهم أهل مكناسة فقبضوا عليه، وبايعوا أخاه عبد الملك بن إسماعيل. قام عبد الملك بنفى أخيه أحمد إلى سجلماسة، ولكن العبيد أتباع أحمد انقضوا على عبد الملك ففر إلى فاس، وأعيد إلى الحكم وجددت له البيعة. في 1 محرم 1141 هـ فرض أحمد الذهبي بن إسماعيل على أهل فاس حصارا شديدا استمر خمسة أشهر.
خيَّرَ المولى أحمد أخوه المولى عبد الملك بين نفيه إلى سجلماسة أو المكوث بالحرم الادريسي بفاس. فضل المولى عبد الملك المقام الإدريسي، لكنه سرعان ما اكتشف أنه ممنوع من مكالمة أو مجالسة أي أحد من أهل فاس، وللخروج من هذا التضييق بعث ابنه إلى الباشا سالم الدكالي يطلب الأمان وأن يخرجوا به إلى أي مكان شاؤوا. فاجتمع مع خمسين من قواد جيش البخاري يتزعمهم سالم الدكالي فعاهدوه أن لا يصيبه أي مكروه. أخرجه سالم من المقام وقدمه للمولى أحمد فأمر هذا الأخير بنقله لمكناس وسجنه بها. رجع السلطان كذلك إلى مكناس ومرض بها ولما شعر أنه سيلقى حتفه أمر بخنق أخيه عبد الملك. وبلغت مدة حكم المولى أحمد بشكل صوري نحو عام وسبعة أشهر وواحدا وعشرين يوما بين 1147هـ – 1149هـ، 
اتفق قواد الأعيان وقواد الجيش في مكناس على مبايعة المولى عبد الله بن إسماعيل، الذي كان بسجلماسة ومقربا من حزب أخيه المخنوق عبد الملك، وأخبروا أهل فاس المحاصرين بالأمر فقبلوا مبايعة المولى عبد الله. وبفضل الدعم الذي حصلت عليه خناتة بنت بكار، والدة المولى عبد الله، من جيش الأودايا، اشتد الخلاف بين المولى عبد الله بن إسماعيل والبخاريين، خصوم الأودايا
فر المولى عبد الله من مكناسة إلى وادي نول، بعد أن تزعم سالم الدكالي الثورة ضده. فبايع المولى علي الأعرج بن إسماعيل وتبع سالم الدكالي في بيعته قواد جيش البخاري والفقهاء والأعيان، وكان الحكم والتصرف في شؤون الدولة كله لسالم الدكالي. في شهر ذو الحجة 1149 هـورد الخبر بأن المولى عبد الله قد أقبل من وادي نول ووصل إلى تادلة فحدث خلاف وانشقاق وسط قيادة جيش البخاري، فرقة منهم اقترحت برده إلى الملك وخالفهم سالم وأنصاره الذين رفضوا خلغ مولاي علي فهم من تسببوا في خلع المولى عبد الله وتولية أخيه. اشتد عود الموالين للمولى عبد الله ففر سالم الدكالي فيمن معه من القواد إلى زاوية زرهون مستجيرا بها. 
بويع المولى عبد الله مرة ثانية وأفتى القاضي أبو عنان الشريف بقتل سالم الدكالي، وتم إعدامه في محرم عام 1149 هـ/ماي 1736م، وذلك لموقفه من المولى عبد الله وانتقاما منه لرفضه بيعته الأولى ولمناصرته لمحمد ولد عربية، بالإضافة لما فعله مع أمه خناتة بنت بكار عندما سجنها مع حفيدها الصغير محمد الثالث بن عبد الله وابتزها في مالها. أدخل سالم الدكالي مع باقي الأعيان المعارضين للمولى عبد الله في خنشة من الكتان وشد عليهم شدا وثيقا وتم رميهم في وادي أم الربيع، ومن أبرز من أعدموا كذلك بتلك الطريقة أولاد الباشا سالم الدكالي والقائد قدور العبدي وعلي الدكالي والقائد عبد الرحيم.